# محطة يونيون (تورونتو)
محطة يونيون هي محطة رئيسية للقطارات ومرفق مواصلات داخل مدينة تورونتو في مقاطعة أونتاريو بكندا. أصبحت المحطة مبنى تاريخي وطني في كندا في 1975، ومحطة قطارات أثرية في 1989. تقع المحطة في وسط تورونتو في أكثر المناطق استخدامًا للقطارات، لذا فهي أكثر مرافق المواصلات ازدحامًا في كندا. تخدم المحطة 250,000 راكب يوميًا.